# Керациново
Керациново (на турски: Boztaş, Бозташ) е село в околия Малък Самоков, вилает Лозенград, Турция. Според оценки на Статистическия институт на Турция през 2018 г. населението на селото е 297 души.

## География
Селото се намира в историко–географската област Източна Тракия, в северните склонове на Странджа, в близост до българо-турската граница.

## История
През XIX век Керациново е българско село в Малкотърновска кааза на Османската империя. Според статистиката на професор Любомир Милетич в 1912 година в селото живеят 45 български екзархийски семейства или 206 души.
Българското население на Керациново се изселва след Междусъюзническата война в 1913 година.

## Личности
Родени в Керациново
- Георго Чолака, български революционер